# Бокс на Играх доброй воли 1990
Соревнования по боксу на Играх доброй воли 1990 года прошли в Сиэтле (штат Вашингтон, США). Были разыграны 12 комплектов наград.

## Медалисты
| Весовая категория | Золото                    | Серебро                    | Бронза                                        |
| ----------------- | ------------------------- | -------------------------- | --------------------------------------------- |
| до 48 кг          | Эрик Гриффин · США        | Анатолий Филиппов · СССР   | Роберт Ишасеги · Венгрия Ншан Мунчян · СССР   |
| до 51 кг          | Тим Остин · США           | Джамбулат Мутаев · СССР    | Рудольф Брэдли · США Есболат Нурманов · СССР  |
| до 54 кг          | Серхио Рейес · США        | Серафим Тодоров · Болгария | Владислав Антонов · СССР Тони Гонсалес · США  |
| до 57 кг          | Оскар Де Ла Хойя · США    | Айван Робинсон · США       | Айрат Хаматов · СССР Фаат Гатин · СССР        |
| до 60 кг          | Артур Григорян · СССР     | Хулио Гонсалес · Куба      | Шейн Мосли · США Мехак Казарян · СССР         |
| до 63,5 кг        | Константин Цзю · СССР     | Александр Банин · СССР     | Марк Льюис · США Террон Миллетт · США         |
| до 67 кг          | Франциск Вастаг · Румыния | Рауль Маркес · США         | Роберт Имамов · СССР Владимир Ерещенко · СССР |
| до 71 кг          | Исраэл Акопкохян · СССР   | Торстен Шмитц · ГДР        | Александр Лебзяк · СССР Пол Ваден · США       |
| до 75 кг          | Орестес Солано · Куба     | Свен Оттке · ФРГ           | Майкл Демосс · США Крис Джонсон · Канада      |
| до 81 кг          | Андрей Курнявка · СССР    | Терри Макгрум · США        | Джерими Уильямс · США Сергей Бражников · СССР |
| до 91 кг          | Феликс Савон · Куба       | Евгений Судаков · СССР     | Виктор Акшонов · СССР Берт Тойхерт · ФРГ      |
| свыше 91 кг       | Евгений Белушов · СССР    | Ларри Дональд · США        | Майк Хайдек · ГДР Василь Адумитру · Румыния   |